# Augusto Fernández
Augusto Matías Fernández (sinh ngày 10 tháng 3 năm 1986) là một cầu thủ bóng đá chuyên nghiệp người Argentine đang chơi cho câu lạc bộ Beijing Renhe tại CSL trong vai trò tiền vệ cánh phải. Sinh ra tại Pergamino, Fernández bắt đầu sự nghiệp chơi bóng cho câu lạc bộ River Plate vào 2006. Vào ngày 28 tháng 8 năm 2009, sau khi Gonzalo Bergessio gia nhập câu lạc bộ AS Saint-Etienne, Fernández được cho mượn. Vào ngày 9 tháng 8 năm 2012, Fernández gia nhập vào La Liga và chơi cho câu lạc bộ Celta Vigo. Anh được triệu tập vào đội tuyển quốc gia Argentina tham dự Giải bóng đá vô địch thế giới 2014, giải đấu mà anh và các đồng đội giành vị trí á quân sau khi để thua đội tuyển Đức với tỉ số 0-1.

## Thống kê sự nghiệp
Tính đến 16 tháng 5 năm 2016
| Câu lạc bộ                | Mùa giải                  | Giải đấu | Giải đấu | Cúp quốc gia | Cúp quốc gia | Khác | Khác | Tổng cộng | Tổng cộng |
| Câu lạc bộ                | Mùa giải                  | Trận     | Bàn      | Trận         | Bàn          | Trận | Bàn  | Trận      | Bàn       |
| ------------------------- | ------------------------- | -------- | -------- | ------------ | ------------ | ---- | ---- | --------- | --------- |
| River Plate               | 2006–07                   | 10       | 2        | 0            | 0            | 0    | 0    | 10        | 2         |
| River Plate               | 2007–08                   | 17       | 1        | 0            | 0            | 5    | 0    | 22        | 1         |
| River Plate               | 2008–09                   | 18       | 0        | 0            | 0            | 5    | 0    | 23        | 0         |
| River Plate               | 2009–10                   | 1        | 0        | 0            | 0            | 0    | 0    | 1         | 0         |
| Tổng cộng River Plate     | Tổng cộng River Plate     | 46       | 3        | 0            | 0            | 10   | 0    | 56        | 3         |
| Saint-Étienne             | 2009–10                   | 12       | 1        | 2            | 0            | 0    | 0    | 14        | 1         |
| Vélez Sarsfield           | 2010–11                   | 29       | 4        | 0            | 0            | 11   | 4    | 40        | 8         |
| Vélez Sarsfield           | 2011–12                   | 29       | 7        | 0            | 0            | 17   | 3    | 46        | 10        |
| Tổng cộng Vélez Sarsfield | Tổng cộng Vélez Sarsfield | 58       | 11       | 0            | 0            | 28   | 7    | 86        | 18        |
| Celta de Vigo             | 2012–13                   | 36       | 6        | 3            | 0            | 0    | 0    | 39        | 3         |
| Celta de Vigo             | 2013–14                   | 33       | 2        | 0            | 0            | 0    | 0    | 33        | 2         |
| Celta de Vigo             | 2014–15                   | 30       | 1        | 4            | 0            | 0    | 0    | 34        | 1         |
| Celta de Vigo             | 2015–16                   | 15       | 1        | 1            | 0            | 0    | 0    | 16        | 1         |
| Tổng cộng Celta de Vigo   | Tổng cộng Celta de Vigo   | 114      | 10       | 8            | 0            | 0    | 0    | 122       | 10        |
| Atlético Madrid           | 2015–16                   | 13       | 0        | 2            | 0            | 6    | 0    | 21        | 0         |
| Tổng cộng sự nghiệp       | Tổng cộng sự nghiệp       | 243      | 25       | 12           | 0            | 44   | 7    | 243       | 32        |

### Bàn thắng quốc tế
| #  | Ngày                | Địa điểm                                             | Đối thủ   | Bàn thắng | Kết quả | Giải đấu |
| -- | ------------------- | ---------------------------------------------------- | --------- | --------- | ------- | -------- |
| 1. | 14 tháng 6 năm 2013 | Sân vận động Mateo Flores, Guatemala City, Guatemala | Guatemala | 2–0       | 4–0     | Giao hữu |